# Ásthildur Helgadóttir
Ásthildur „Asta“ Helgadóttir (* 9. Mai 1976 in Reykjavík) ist eine ehemalige isländische Fußballspielerin und vierfache „Fußballerin des Jahres“. Die im Mittelfeld und Angriff spielende Ásthildur wurde zwischen 1993 und 2007 in der isländischen Nationalmannschaft eingesetzt. Sie war zeitweise Rekordtorschützin und -spielerin sowie in 34 Spielen deren Kapitänin. Auf Vereinsebene spielte sie überwiegend für Breiðablik Kópavogur und KR Reykjavík, mit denen sie in Island mehrere Meisterschaften und Pokalsiege feierte. Zudem spielte sie mehrere Jahre in der schwedischen Damallsvenskan für Malmö FF Dam bzw. LdB FC Malmö (nun FC Rosengård), wo sie eine der erfolgreichsten Torschützinnen war.

## Karriere

### Verein
Ásthildur begann mit zehn Jahren mit dem Fußballspielen und debütierte mit 15 Jahren 1991 für Breiðablik Kópavogur in der isländischen Liga und wurde mit dem Verein auf Anhieb Meister, konnte aber noch kein Tor dazu beisteuern. Im Jahr darauf konnte der Titel verteidigt werden und Ásthildur erzielte dabei sieben Tore. Aber sowohl das Pokalfinale als auch das Supercupfinale verloren sie gegen ÍA Akranes. Danach wurde sie zur „Spielerin der Jahres“ in der Kategorie „Junge Spielerin“ gewählt. Zur Saison 1993 wechselte sie zu KR Reykjavík, schoss dort zwar nur vier Tore, wurde aber mit dem neuen Verein auch sofort Meister. Im Pokal scheiterten sie aber in der ersten Runde. Dafür gewannen sie 1994 den Supercup mit 3:1 gegen ÍA Akranes, wobei ihr nach 0:1-Rückstand das Tor zum 1:1-Ausgleich gelang. In der Liga war sie zwar mit 19 Toren zweitbeste Torschützin, ihr alter Verein schnappte ihnen aber den Titel weg. Daraufhin kehrte sie zu Breiðablik zurück, um dort 1995 wieder Meister zu werden. Den Supercup holte sich aber erneut KR Reykjavík, wobei sie im Finale nur durch eine Gelbe Karte Einlass in die Spielstatistik fand. In der folgenden Saison konnte sie dann erstmals das Double aus Meisterschaft und Pokal gewinnen und mit 17 Toren Torschützenkönigin der Liga werden. Sie wurde daraufhin erstmals und als bisher jüngste Spielerin zu „Islands Fußballerin des Jahres“ gewählt.
Von 1997 bis 2001 studierte sie in den USA an der Vanderbilt University, spielte aber in den Ferien zunächst weiterhin in der Heimat. Das Jahr 1997 lief weniger erfolgreich für sie: ihr gelangen nur fünf Tore in der Liga und „nur“ die Vizemeisterschaft, aber immerhin konnte der Pokal verteidigt werden. Danach wechselte sie erneut zu KR Reykjavík und half mit zehn Toren die Meisterschaft zu gewinnen. Das Pokalendspiel verloren sie aber ohne ihre Mitwirkung gegen ihren alten Verein. 1999 gewann sie dann auch mit KR das Double, wobei sie zwar im Halbfinale und Viertelfinale des Pokals insgesamt vier Tore geschossen hatte, im Finale aber nicht eingesetzt wurde. In der Saison 2000 war sie zwar mit 18 Toren drittbeste Torschützin, für KR sprang aber nur die Vizemeisterschaft heraus.
Danach folgte ein kurzes Intermezzo bei ÍBV Vestmannaeyjar, wo sie aber nur in fünf Spielen zum Einsatz kam und unter anderem mit der Schottin Pauline Hamill zusammen spielte, bevor es sie neben ihrem Studium in den USA auch in der neugegründeten Profi-Liga Women’s United Soccer Association für Carolina Courage und die Boston Renegades spielte. Bereits 2002 kehrte sie aber nach Island zurück und spielte wieder für KR Reykjavík, wurde zusammen mit ihrer Mitspielerin Olga Færseth mit je 20 Toren Torschützenkönigin und konnte die Meisterschaft gewinnen. Im Pokal erzielte sie im Halb- und Viertelfinale vier Tore und gewann dann auch das Endspiel mit 4:3 gegen den Ortsrivalen Valur, wobei aber Olga das spielentscheidende Tor erzielte. Sie wurde daraufhin erneut wie auch im folgenden Jahr zu „Islands Fußballerin des Jahres“ gewählt.
Olga verließ dann zwar den Verein und ging zu ÍBV, so dass die Last vermehrt auf den Schultern von Ásthildur lag, mit 16 Toren führte sie KR aber zur erneuten Meisterschaft, verlor allerdings bereits im Pokalviertelfinale mit 2:4 gegen ÍBV, wobei Olga ihnen drei Tore einschenkte.
Am 30. August 2003 verabschiedete sie sich mit einem 5:1 am vorletzten Saisonspieltag gegen UMF Stjarnan aus Island, wozu sie noch einmal zwei Tore beisteuerte. Ihre letzte isländische Meisterschaft stand da schon fest. Im letzten Saisonspiel gegen den vier Punkte zurückliegenden Zweiten, das 3:3 endete, musste sie daher nicht mehr eingreifen.
Danach ging sie nach Schweden, um an der Universität Lund ihr Studium in Mathematik und Physik fortzusetzen und spielte in der Damallsvenskan für Malmö FF Dam, wo sie unter anderem zeitweise zusammen mit der Brasilianerin Formiga und der schwedischen Rekordnationalspielerin Therese Sjögran spielte. Ihre ersten beiden Tore in der schwedischen Liga erzielte sie am vorletzten und letzten Spieltag der Saison 2003 beim 4:2 gegen Mallbackens IF und 2:3 gegen Meister Djurgården/Älvsjö. Am Ende der ersten Saison wurde Platz 3 belegt. 2004 erlitt sie eine Knieverletzung und Malmö wurde ohne sie wieder Dritter. 2005 lief es besser: mit 17 Toren half sie mit, dass Malmö Vizemeister wurde und sie wurde erneut zu „Islands Fußballerin des Jahres“ gewählt. 2006 erzielte sie zwar 18 Tore, aber für Malmö blieb nur der vierte Platz. Für 2007 finden sich in den nicht mehr vollständigen Spielberichten der Damallsvenskan acht Tore, die sie für den nun als LdB FC Malmö auftretenden Verein erzielte.

### Nationalmannschaft
Ásthildur bestritt 1991 und 1992 zehn Länderspiele für die isländische U-17-Mannschaft beim Nordic Cup, wo die Isländerinnen jeweils Fünfte wurden. 1993 nahm sie mit der U-21-Mannschaft am Nordic Cup in der höheren Altersklasse teil, verlor das Spiel um Platz 7 aber gegen die deutsche Mannschaft in der Verlängerung.
Ihr erstes A-Länderspiel absolvierte Ásthildur am 6. September 1993 mit 17 Jahren beim 1:0-Sieg im ersten Länderspiel der Isländerinnen gegen Wales und stand sofort wie auch in ihren weiteren Spielen in der Startelf.
Sie spielte aber auch noch 1994, 1995, 1996 und 1998 für die U-21-Mannschaft, deren Mannschaftskapitänin sie 1998 war. Bis zum März 2004 wurde sie nur in fünf A-Länderspielen nicht eingesetzt und in dieser Zeit nur viermal ausgewechselt. Bereits in ihrem dritten Länderspiel erzielte sie beim 4:1 gegen Schottland ihr erstes Länderspieltor, im sechsten Länderspiel beim 6:1 gegen Griechenland vier Tore und damit als erste Isländerin mehr als zwei Tore in einem Spiel. Am 11. März 1996 stellte sie beim 3:1 gegen Finnland mit ihrem achten Länderspieltor im 14. Länderspiel zunächst den Rekord von Ásta Breiðfjörð Gunnlaugsdóttir ein und überbot ihn in diesem Spiel mit ihrem neunten Länderspieltor. Sie erhielt in diesem Spiel aber auch ihre erste von insgesamt acht Gelben Karten.
Am 10. Mai 1998 stand sie erstmals kurzzeitig zusammen mit ihrer fast fünf Jahre jüngeren Schwester Þóra Björg Helgadóttir; mit der sie im selben Jahr schon für die U-21-Mannschaft gespielt hatte, für die A-Nationalmannschaft auf dem Platz. Þóra Björg wurde zehn Minuten vor dem Spielende für Stammtorhüterin Sigríður Fanney Pálsdóttir eingewechselt. Danach wurde Þóra Björg nur in drei Spielen von Ásthildur nicht eingesetzt.
Seit ihrem 36. Spiel am 5. April 2000 war sie Kapitänin der A-Nationalmannschaft und blieb dies in allen Spielen bis zu ihrem Karriereende. Zwischen März 2004 und Mai 2005 musste sie aufgrund der Knieverletzung pausieren und verpasste acht Spiele. Im letzten Spiel am 13. März 2004 war sie beim 5:1-Sieg gegen Schottland bereits nach 56 Minuten ausgewechselt wurde, obwohl sie noch das Tor zum 2:0 erzielt und in den elf Spielen davor immer durchgespielt hatte. In den ersten zwölf Spielen nach ihrem Comeback konnte sie auch nur neunmal eingesetzt werden. Am 24. Juli 2005 musste sie gegen die USA ebenso wie ihre Schwester aus familiären Gründen passen, gegen England konnte sie am 9. März 2006 wegen einer Verletzung nicht spielen und gegen Portugal am 18. Juni 2006 war sie wegen der zweiten Gelben Karte im Wettbewerb gesperrt. In den Spielen, in denen sie zum Einsatz kam, wurde sie aber – obwohl sie immer noch Mannschaftskapitänin war – fünfmal im letzten Spieldrittel ausgewechselt. Danach gab es erneut eine Pause von acht Monaten und sie musste tatenlos zusehen wie ihre Mitspielerin Margrét Lára Viðarsdóttir am 12. März 2007 ihren bis dahin auf 22 Länderspieltore ausgedehnten Rekord beim 5:1 über Portugal überbot. Nach dieser Zeit wurde sie dann nur noch dreimal eingesetzt, konnte aber noch ihr 23. Länderspieltor erzielen. Margrét Lára hatte in dem Spiel aber schon ihr 26. Länderspieltor erzielt. Ásthildur bestritt ihr letztes Länderspiel am 21. Juni 2007 beim 5:0-Sieg im ersten Spiel der Isländerinnen gegen Serbien. Mit ihren 69 Länderspielen blieb sie noch bis zum 12. März 2008 Rekordnationalspielerin und wurde dann von Katrín Jónsdóttir übertroffen, die den Rekord bis 2013 auf 133 Spiele ausdehnte.
Für eine EM- oder WM-Endrunde konnte sie sich mit Island nie qualifizieren. In der Qualifikation für die EM 1995, in der Ásthildur die meisten Tore für Island erzielte, scheiterten sie im Viertelfinale an England und waren damit auch nicht für die WM 1995 qualifiziert. In der Qualifikation für die EM 1997 – auch hier war Ásthildur wieder eine der besten isländischen Torschützinnen – war die deutsche Mannschaft in den Play-offs zu stark. Die Qualifikation zur EM 2001 beendeten sie auf dem letzten Platz, in der Qualifikation für die WM 2003 scheiterten die Isländerinnen in den Playoffspielen an England und an den Playoffspielen der EM-Qualifikation 2005, in denen sie an Norwegen scheiterten, konnte sie wegen ihrer Knieverletzung nicht teilnehmen.
Erst nach ihrer aktiven Zeit konnten sich die Isländerinnen erstmals für die EM 2009 qualifizieren.

## Erfolge
- Isländischer Meister: 1991, 1992, 1995, 1996 (mit Breiðablik Kópavogur), 1993, 1998, 1999, 2002, 2003 (mit KR Reykjavík)
- Isländischer Pokalsieger 1996 und 1997 (mit Breiðablik Kópavogur), 1999 (ohne Finaleinsatz) und 2002 (mit KR Reykjavík)
- Isländischer Supercupsieger 1994 (mit KR Reykjavík)
- Torschützenkönigin der Saison 1996 und 2002 (zusammen mit Olga Færseth)

## Auszeichnungen
- Junge Spielerin des Jahres 1992[1]
- Islands Fußballerin des Jahres 1996,[1] 2002, 2003 und 2005

## Privates
Ihre jüngere Schwester Þóra Björg Helgadóttir spielte ebenfalls in der isländischen Nationalmannschaft. Beide spielten zusammen 38-mal für Islands A-Nationalmannschaft und viermal zusammen für die U-21-Mannschaft. Am 3. März 2010 überbot dann Þóra Björg den Familienrekord mit ihrem 70. Länderspiel. Insgesamt brachte es Þóra Björg zwischen 1998 und 2014 auf 106 Länderspiele, wobei es in ihrer aktiven Zeit im Durchschnitt 8,5 Spiele pro Jahr und in Ásthildurs aktiver Zeit nur durchschnittlich sechs Spiele pro Jahr gab. Beide spielten auch zeitweise beim selben Verein und feierten gemeinsame Meisterschaften, trafen aber auch als Gegnerinnen aufeinander. Am 5. Juni 1998 konnte Ásthildur beim 5:0 gegen Breiðablik ebenso ein Tor gegen ihre Schwester erzielen wie am 28. Mai 2000 beim 2:1 und am 17. Juli 2000 beim 1:3.